# Giwi Maczaraszwili
Giwi Maczaraszwili (gruz. გივი მაჭარაშვილი ;ur. 17 maja 1997) – gruziński zapaśnik startujący w stylu wolnym. Srebrny medalista olimpijski z Paryża 2024 w kategorii 97 kg. Brązowy medalista mistrzostw świata w 2022 i 2023 roku. 
Mistrz Europy w 2023, 2024 i 2025. Wicemistrz igrzysk europejskich w 2019. Czwarty w Pucharze Świata w 2022 i piąty 2018. 
Mistrz świata U-23 w 2018. Mistrz Europy U-23 w 2017, trzeci w 2016, 2018 i 2019. Drugi na MŚ juniorów w 2017. Mistrz Europy juniorów w 2017 i drugi w 2016. Mistrz świata kadetów w 2014 roku.